# Велдон (Айова)
Велдон (англ. Weldon) — місто (англ. city) в США, в окрузі Декатур штату Айова. Населення — 136 осіб (2020).

## Географія
Велдон розташований за координатами 40°53′50″ пн. ш. 93°44′8″ зх. д. / 40.89722° пн. ш. 93.73556° зх. д. (40.897289, -93.735547).  За даними Бюро перепису населення США в 2010 році місто мало площу 0,47 км², уся площа — суходіл.

## Демографія
Згідно з переписом 2010 року, у місті мешкало 125 осіб у 54 домогосподарствах у складі 31 родини. Густота населення становила 266 осіб/км².  Було 58 помешкань (123/км²).
Расовий склад населення:
| - 99,2 % — білих - 0,8 % — корінних американців |

До двох чи більше рас належало 0,0 %. Частка іспаномовних становила 1,6 % від усіх жителів.
За віковим діапазоном населення розподілялося таким чином: 20,8 % — особи молодші 18 років, 63,2 % — особи у віці 18—64 років, 16,0 % — особи у віці 65 років та старші. Медіана віку мешканця становила 46,4 року. На 100 осіб жіночої статі у місті припадало 101,6 чоловіків;  на 100 жінок у віці від 18 років та старших — 98,0 чоловіків також старших 18 років.
Середній дохід на одне домашнє господарство  становив 41 270 доларів США (медіана — 31 250), а середній дохід на одну сім'ю — 51 509 доларів (медіана — 41 563). За межею бідності перебувало 15,4 % осіб, у тому числі 0,0 % дітей у віці до 18 років та 13,9 % осіб у віці 65 років та старших.
Цивільне працевлаштоване населення становило 69 осіб. Основні галузі зайнятості: освіта, охорона здоров'я та соціальна допомога — 21,7 %, роздрібна торгівля — 18,8 %, мистецтво, розваги та відпочинок — 15,9 %.